# RAB11FIP4
RAB11FIP4‏ (RAB11 family interacting protein 4) هوَ بروتين يُشَفر بواسطة جين RAB11FIP4 في الإنسان.